# Ambonus
Genre
Ambonus est un genre de coléoptères de la famille des Cerambycidae (capricornes) ; il contient les espèces suivantes :
- Ambonus albomaculatus (en) (Burmeister, 1865)
- Ambonus distinctus (en) (Newman, 1840)
- Ambonus electus (en) (Gahan in Gahan & Arrow, 1903)
- Ambonus interrogationis (en) (Blanchard in Orbigny, 1847)
- Ambonus lippus (en) (Germar, 1824)
- Ambonus proximus (en) (Berg, 1889)
- Ambonus variatus (en) (Newman, 1841)
- Ambonus yucatanus (en) (Fuchs, 1961)